# Biskupice (Trenčín)

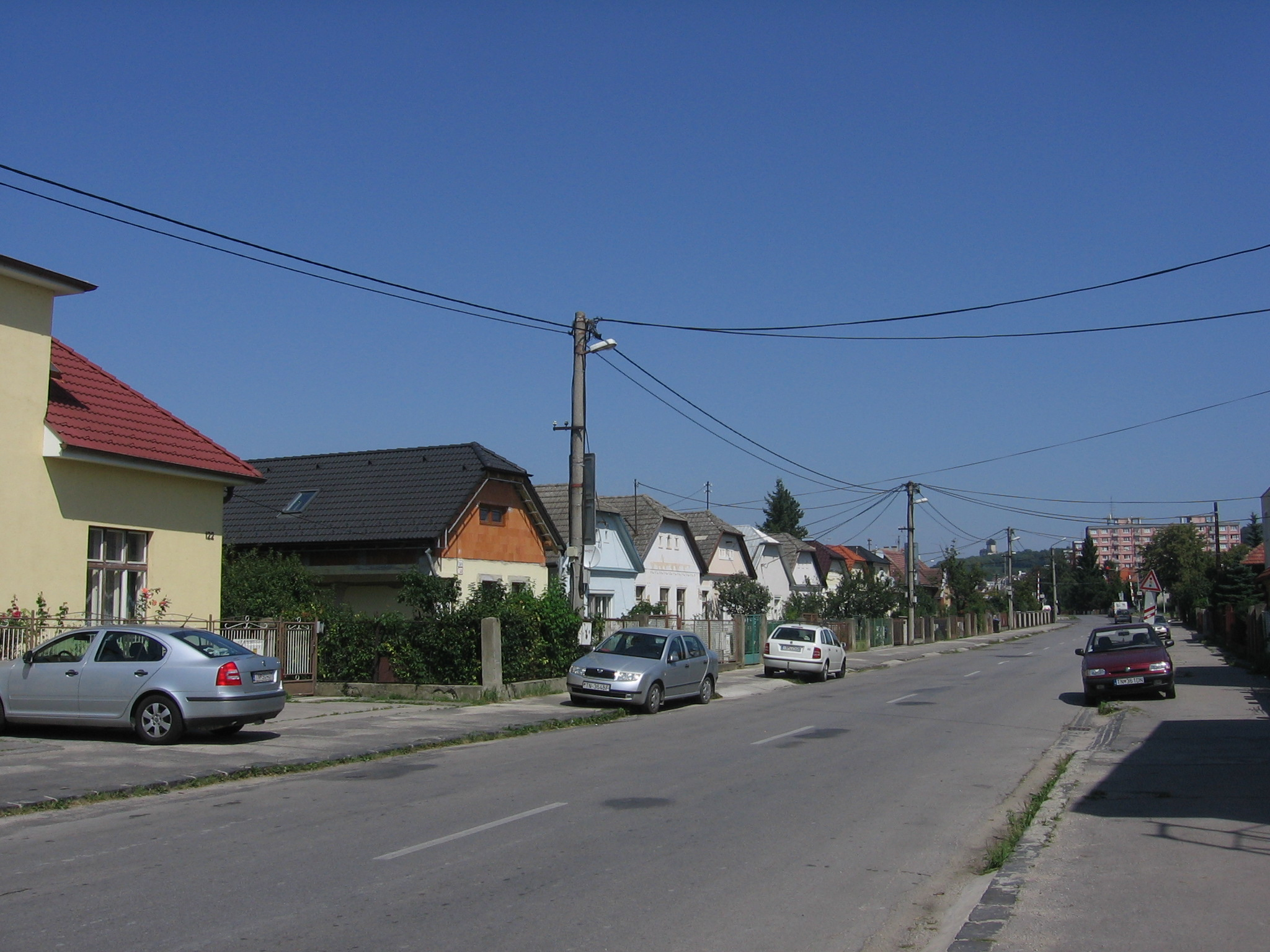
Straße in Biskupice

Biskupice (alte Namen: Pisspek, Biskupicz, Trencsén Püspöki) ist ein Teil der Stadt Trenčín und Teil des Stadtbezirks Stred (Trenčín). Sie wurden 1964 mit Trenčín verbunden. Der offizielle Name der Gemeinde lautete seit 1920 Trenčianske Biskupice. Im Jahr 2001 lebten hier 606 Einwohner (Volkszählung).
Die erste schriftliche Erwähnung des Dorfes stammt aus dem Jahr 1208, als es als Besitz des Nitraer Fürstentum erwähnt wird. Das Gemeindegebiet umfasst neben dem eigenen Gebiet Trenčianske Biskupice auch das Gebiet der einst selbständigen Gemeinden Belá, Nozdrkovce und Bobrovník. Diese drei Dörfer wurden 1895 zu einer Verwaltungseinheit zusammengefasst und 1907 dem Dorf Trenčianske Biskupice angegliedert.
Die ursprünglich romanische Kirche St. Cosmas und Damien aus der Mitte des 13. Jahrhunderts mit wertvollen gotischen Wandmalereien und einem unpassenden modernen Anbau.
Auf dem Gebiet des Dorfes gibt es einen Flughafen, dessen Bau 1939 begann.
12 Ju (Junkers) 87 D-5-Flugzeuge wurden in TrentschBiskupice hergestellt. Sechs davon wurden von der Luftwaffe gekauft und der Rest verblieb bei der slowakischen Luftwaffe.